# Karol Boromeusz Świerzawski
Karol Boromeusz Świerzawski, także Sierawski, Sierzawski (ur. 5 listopada 1735 w Poznaniu, zm. 3 listopada 1806 w Długiej Kościelnej) – polski aktor teatralny.

## Życiorys
Urodził się na poznańskim Świętym Rochu jako syn bogatego, choć niepiśmiennego kowala. Kształcił się w szkole jezuickiej, której jednak nie ukończył. Służył jako paź na dworze Działyńskich oraz jako „człek do pióra” u pułkownika królewskiej kompanii ułanów Rudnickiego. Prowadził awanturniczy tryb życia, uczestniczył w wielu pijatykach, bójkach i rozbojach. Pełnił funkcję woźnego sądowego w Poznaniu, jednak ze względu na konflikty z prawem został w 1754 roku aresztowany. Udało mu się zbiec z więzienia i uciec do Warszawy, gdzie w 1765 roku został członkiem zespołu Teatru Narodowego (debiutował w inaugurujących jego działalność Natrętach Józefa Bielawskiego). Występował gościnnie wraz z teatrem warszawskim w Grodnie, Wilnie, Dubnie, Poznaniu i Kaliszu. Jako człowiek z natury porywczy i gwałtownego usposobienia wcielał się na scenie w przekonujące role charakterystyczne, przede wszystkim służących i komicznych ojców. Ceniony był przez publiczność za dowcip i talent narratorski. Był stereotypowym przedstawicielem sarmatyzmu, do końca życia nosił na co dzień strój narodowy. W swoim bogatym repertuarze posiadał role m.in. Staruszkiewicza w Małżeństwie z kalendarza Franciszka Bohomolca, Starosty Gadulskiego w Powrocie posła Juliana Ursyna Niemcewicza, Miechodmucha w Krakowiakach i Góralach oraz Starosty w Dowodzie wdzięczności narodu Wojciecha Bogusławskiego. Król Stanisław August Poniatowski wyróżnił go tytułem Primus Poloniae Actor.
W latach 1795–1799 był członkiem warszawskiego zespołu teatralnego Agnieszki i Tomasza Truskolaskich. Po 1799 roku ze względu na postępujące problemy z pamięcią ograniczył swoje występy. W 1805 roku zakończył karierę sceniczną i osiadł w Długiej Kościelnej pod Warszawą u swojego brata, który pełnił tam funkcję proboszcza.